# Радянська окупація Румунії

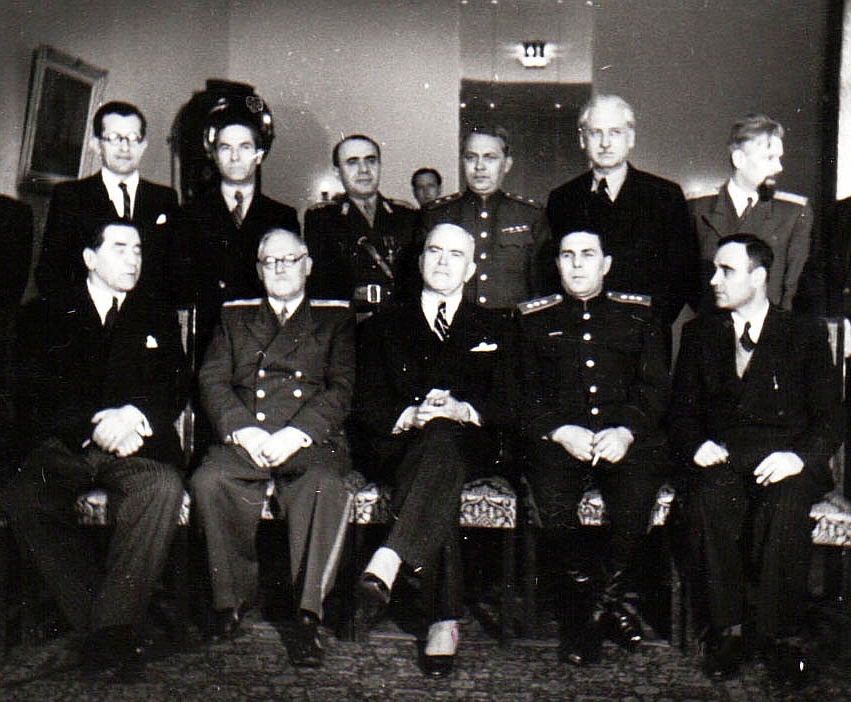
Георге Георгіу-Деж, Петру Гроза та Ґеорґе Тетереску з Андрієм Вишинським та Владиславом Виноградовим, у радянській делегації в Бухаресті, 11 березня 1945 року

Радя́нська окупа́ція Руму́нії відноситься до періоду з 1944 по серпень 1958 р., протягом якого СРСР підтримував значну військову присутність у Соціалістичній Республіці Румунія. Доля територій, утримуваних Румунією після 1918 р., що були включені до складу Радянського Союзу в 1940 р., окремо розглядається у статті про радянську окупацію Бессарабії та Північної Буковини.
Під час наступу на Східний фронт 1944 року Радянська Армія окупувала те, що було Румунським королівством до військової окупації. Північно-західна частина Молдови була окупована внаслідок збройних боїв, що відбувались у квітні-серпні того ж року, тоді як Румунія все ще була союзником нацистської Німеччини. Решта території була окупована після того, як Румунія змінила сторону у Другій світовій війні в результаті королівського перевороту, розпочатого королем Міхайом I 23 серпня 1944 року. Тієї дати король оголосив, що Румунія в односторонньому порядку припинила всі військові дії проти союзників, прийняла пропозицію перемир'я союзників і долучилася до війни проти держав Осі. Оскільки офіційна пропозиція про перемир'я ще не була розширена, Червона Армія окупувала більшу частину Румунії як ворожу територію до підписання Московського перемир'я 12 вересня 1944 року.
Конвенція про перемир'я і, врешті-решт, Паризькі мирні договори 1947 року дали юридичну основу для радянської військової присутности в Румунії, яка тривала до 1958 року, досягнувши піку близько 615 000 осіб у 1946 році.
Ради та румунські комуністи в конституції Румунії 1952 року називали події 1944 року «визволенням Румунії славною радянською армією». З іншого боку, більшість західних та румунських антикомуністичних джерел використовують термін «радянська окупація Румунії», деякі застосовують його до всього періоду з 1944 по 1958 рік.

## Передумови та початок окупації

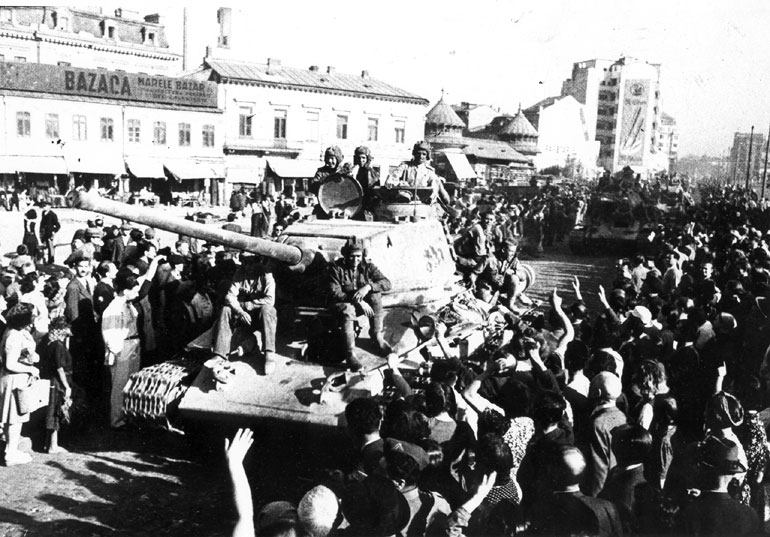
Війська 3-го Українського фронту, що вступили до Бухареста 31 серпня 1944 року

Вививши свої війська з Бессарабії та Північної Буковини у відповідь на радянський ультиматум у червні 1940 року, Румунія уклала союз з нацистською Німеччиною та оголосила війну Радянському Союзу. Румунські війська вступили в Другу світову війну в червні 1941 року в рамках операції «Барбаросса» під командуванням Верховного командування Німеччини. Після відвоювання території, анексованої СРСР у червні 1940 року, румунські війська окупували Південну Україну аж до Південного Бугу. Однак східна кампанія Румунії закінчилася катастрофою, зокрема під час Сталінградської битви.
До кінця 1943 р. Червона Армія відновила контроль над більшою частиною радянської території і просувалася на захід за межі СРСР, щоб перемогти нацистську Німеччину та її союзників. Саме в цьому контексті радянські війська перейшли до Румунії та окупували Північну та Східну Молдову.
23 серпня 1944 р. король Міхай здійснив державний переворот, скинувши тим самим пронацистський уряд Іона Антонеску і поставивши армію Румунії на боці союзників. В результаті король Міхайо був останнім монархом за залізною завісою, який втратив свій трон, 30 грудня 1947 року.
Переворот сприяв прискореному просуванню Червоної армії до Румунії і дав змогу об'єднаним румунським та радянським арміям звільнити країну від німецької окупації. За відсутности фактичного підписаного перемир'я радянські війська продовжували поводитися з румунами як з ворожою силою. Перемир'я було підписано через три тижні, 12 вересня 1944 р., «на умовах, фактично продиктованих Москвою». Переворот фактично становив «капітуляцію», «безумовну» «капітуляцію» совєтам та решті союзників. Після розпорядження короля Міхая про припинення вогню між 114 000 і 160 000 румунських солдатів совєти взяли військовополонених, які не чинили опору, і вони були змушені пройти маршем до віддалених таборів затримання, розташованих у СРСР; за даними тих, хто вижив, опитаних у документальному фільмі 2004 року, близько третини в'язнів загинули в дорозі.
До 12 вересня Червона Армія вже отримала контроль над більшою частиною території Румунії. Згідно з Угодою про перемир'я з союзниками, Румунія стала підпорядкованою Комісії з контролю союзників, до складу якої входили представники Радянського Союзу, США та Великої Британії, тоді як радянське військове командування здійснювало переважну, фактичну владу. Бессарабія та Північна Буковина знову були включені до складу Радянського Союзу.

## Засновницькі документи

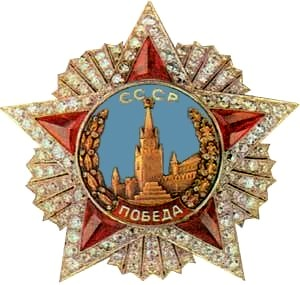
Король Румунії Міхай I був нагороджений орденом Перемоги (найвищий радянський орден) за особисту мужність у поваленні Антонеску в результаті державного перевороту 23 серпня та за припинення війни Румунії проти союзників

### Угода про перемир'я
Стаття 3 Угоди про перемир'я з Румунією (підписана в Москві 12 вересня 1944 р.) Передбачала, що
Уряд і Верховне командування Румунії забезпечать радянським та іншим силам Об'єднаних сил об'єкти для вільного пересування по румунській території в будь-якому напрямку, якщо це вимагається воєнною обстановкою. засоби зв'язку та своїм коштом на суші, на воді та в повітрі.
Стаття 18 цієї ж угоди передбачала це

У Додатку до статті 18 було чітко зазначено, що
Уряд Румунії та їх органи повинні виконувати всі вказівки Комісії з контролю над союзниками, що випливають із Угоди про перемир'я
і що Контрольна комісія союзників матиме місце в Бухаресті.
Відповідно до статті 14 Угоди про перемир'я, два народні трибунали були створені для судового розгляду підозрюваних у воєнних злочинах, один у Бухаресті, а другий у Клужі.
- Повноваження союзників: " представник Верховного командування союзників (Радянського Союзу), маршал Радянського Союзу Р. Й. Малиновський, уповноважений на це урядами Сполучених Штатів Америки; Радянського Союзу та Великої Британії "
- Румунія: " Державний міністр і міністр юстиції Л. Патраскану, заступник міністра внутрішніх справ, ад'ютант Його Величности король Румунії генерал Д. Дамачану, принц Штірбей і Ghiță Popp[ro]. "

### Паризькі мирні договори, 1947 рік
Дія Угоди про перемир'я припинилася 15 вересня 1947 р., Коли набув чинности Паризький мирний договір з Румунією. Пункт 1 статті 21 нового договору створив правову основу для постійної та необмеженої військової присутности СРСР у Румунії:
Після набуття чинности цим Договором усі сили Об'єднаних сил протягом 90 днів будуть виведені з Румунії, з урахуванням права Радянського Союзу тримати на румунській території такі збройні сили, які можуть знадобитися для утримання ліній зв'язку Радянської Армії з радянською зоною окупації в Австрії.
Делегацію Румунії на Паризькій конференції очолив міністр закордонних справ Георге Татареску. Мирний договір з Румунією був підписаний 10 лютого 1947 р. В Салоні правління Міністерства у справах етранжерів. З румунської сторони чотирма сторонами, які підписали Конвенцію, були Георге Татареску, Лукречіу Петрескану, Штефан Войтек та Думітру Дамачану. Підписантами держав-членів Альянсу були державний секретар США Джеймс Ф. Бірнс, радянський міністр закордонних справ В'ячеслав Молотов та державний секретар Великої Британії у справах закордонних справ та співдружности Ернест Бевін.

## Радянські війська в Румунії, 1944—1956
| Дата                                   | Сила           |
| -------------------------------------- | -------------- |
| 8 травня 1945 року                     | 80 000         |
| 1 листопада 1945 року                  | 500 000        |
| 4 січня 1946 року                      | 420 000        |
| 1 березня 1946 року                    | 615 000        |
| 1 червня 1946 року                     | 400 000        |
| 1 листопада 1946 року                  | 240 000        |
| 1947 рік                               | 60 000—130 000 |
| 1 травня — 1 липня 1948 року           | 35000          |
| 1 жовтня 1948 року                     | 32000          |
| 1 липня 1949 року                      | 28000          |
| 1 жовтня 1949 року                     | 19000          |
| 1 січня 1950 року                      | 32000          |
| 1 квітня 1950 року                     | 33000          |
| 1 вересня 1950 р. – вересень 1952 року | 32000          |

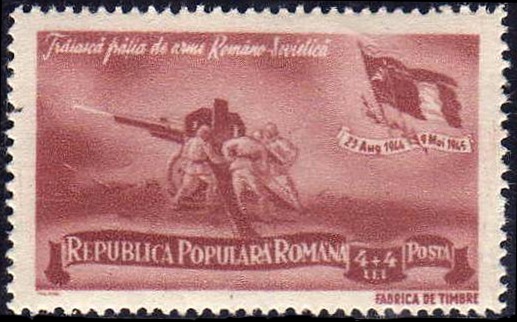
Марка 1948 року

Після укладення Угоди про перемир'я в 1944 році радянські війська окупували всю територію Румунії. За оцінками чисельність військ коливається від 750 000 до 1 мільйона (за оцінками британських військових чиновників), до між 1 та 1,5 мільйонами (за оцінками румунського Генерального штабу); багато західних дипломатів та експертів посилаються на понад 1 мільйон радянських військ.
8 листопада 1945 року, в день іменин короля Міхая, антикомуністична демонстрація перед Королівським палацом у Бухаресті була зустрінута з силою, в результаті чого загинули десятки людей. Радянські офіцери стримували румунських солдатів та поліцію від стрільби по цивільному населенню, а радянські війська відновлювали порядок.
Орієнтовна чисельність радянських військ, дислокованих у Румунії (включаючи повітряні, морські, наземні та військовослужбовці безпеки), з Дня ВЕ до 1952 року, наведена в таблиці праворуч.
Протягом другої половини 1946 р. Більше половини боєздатности радянських ВПС проживало за межами СРСР, причому найбільша частка була в Польщі та Румунії (по 2500 літаків у кожній країні). У березні 1946 р. Чисельність військ зросла до 615 000, але їх було зменшено після укладення Мирного договору в 1947 р. До кінця 1946 р. Радянські підрозділи в Румунії були зосереджені в п'яти районах: Крайова — Слатіна, Сібіу — Альба-Юлія, Констанца і Браїла — Фокшані. Рівень військ досяг відносно стабільного рівня з травня 1948 року по жовтень 1956 року: дві повні дивізії, плюс допоміжні підрозділи, що складають приблизно третій дивізіон.
Хоча з підписанням Австрійського державного договору в 1955 році причина присутности радянських військ, як зазначено в Паризьких мирних договорах, перестала існувати, прем'єр-міністр Георгій Георгіу-Деж оголосив, що ці війська залишатимуться до тих пір, поки будуть перебувати іноземні солдати у Західній Німеччині.
Радянські війська, розташовані в Румунії, брали участь у придушенні Угорської революції в листопаді 1956 року. Радянські військові споруди всередині Румунії були заборонені для всіх румунів на той час.

## Реорганізація румунської армії
| Тип                    | Сила                                    |
| ---------------------- | --------------------------------------- |
| Сухопутні війська      | 120 000 офіцерів та військовослужбовців |
| Зенітні сили           | 5000 офіцерів та військовослужбовців    |
| Військово-морські сили | 5000 офіцерів та військовослужбовців    |
| Повітряні сили         | 8000 офіцерів та військовослужбовців    |
| Всього                 | 138 000 офіцерів та військовослужбовців |

Радянська окупація Румунії призвела до повної реорганізації Румунської народної армії під наглядом представників Радянської Армії. Робоча сила румунської армії була обмежена Паризьким мирним договором загалом 138 000 (офіцери та війська); однак за радянської окупації він виріс далеко за межі, накладені договором, через посилення мілітаризації населення Румунії. До 1953 р. Регулярні армійські сили зросли приблизно до 300 000; сили резервної армії приблизно до 135 000; та «внутрішні» сили (прикордонники, бригади безпеки та ін.), що перебувають під юрисдикцією Міністерства внутрішніх справ, до понад 325 000.
На початковому етапі цього організаційного ремонту, про- німецьких елементи були очищені від румунських збройних сил. У 1944 — 45 рр. Було сформовано дві дивізії, до складу яких входили румунські добровольці — колишні військовополонені, які навчалися в Радянському Союзі під час війни, а також комуністичні активісти, такі як Вальтер Роман — дивізія Тудора Володимиреску під командуванням полковника Ніколае Камбреа та Хорея, Крицька дивізія Cloșca și, під командуванням генерала Міхая Ласкара (який повинен був виконувати обов'язки міністра оборони з 1946 по 1947 рік). Ці два підрозділи мали сформувати ядро нової румунської армії під контролем СРСР. Після того, як Румунська комуністична партія взяла на себе поводи влади, 30 % офіцерів та унтер-офіцерів (переважно досвідчених солдатів, але в той же час потенційного джерела опозиції радянізації армії) були очищені від військових.
Після захоплення політичної влади Румунською робочою партією, радянізація румунської армії розпочала роботу під наглядом нового міністра оборони Еміля Боднараша. Ця реорганізація передбачала прийняття радянської моделі військово-політичної організації та зміну військової доктрини бою та оборони в контексті інтеграції Румунії до радянської стратегічної системи на зорі холодної війни.
Радянські офіцери були призначені радниками, яким доручався контроль за ретельною реорганізацією армії. Вони обіймали керівні та наглядові посади в основних державних установах, але також і в районах меншого значення. На початку вони займали лише кілька посад у Міністерстві оборони, Генеральному штабі та політичних секціях всередині армії. З плином часу кількість радянських радників поступово збільшувалася, в той же час їх посади стали постійними. У листопаді 1952 р. У військових школах було 105 постійних та 17 тимчасових радянських посад радників. Після 1955 р. Їх кількість почала зменшуватися: 72 у 1955 р., 63 у 1956 р., 25 у 1957 р. Та 10 у 1958 р.
Після 1945 р. Були розроблені нові військові правила за шаблонами Червоної Армії, і вони були доопрацьовані в 1949—1952 рр. Отже, ряд офіцерів та військових студентів були направлені до Радянського Союзу для завершення навчання. У період з 1949 по 1952 рік в СРСР навчалося 717 румунських студентів, тоді як у 1958 році 471 румунський військовий навчався в СРСР. Їх кількість зменшувалась у наступні роки.

## Реорганізація спецслужб
Відразу після подій 23 серпня 1944 року комуністи почали широко проникати в Міністерство внутрішніх справ. Головне управління безпеки народу (румунські ініціали: DGSP, але частіше просто називається Securitate) було офіційно засновано 30 серпня 1948 року Декретом 221/30. Секьюрітате був створений СМЕРШ, в НКВД блок доручено демонтувати існуючі спецслужби і замінити їх радянськими -Style органів в совєтське окупованих країн Східної Європи. Підрозділ СМЕРШ у Румунії, який називався « Бригада мобіла», до 1948 року очолював колишній оперуповноважений НКВС Александру Ніколсі. Його заявленою метою було «захищати демократичні завоювання та гарантувати безпеку Румунської Народної Республіки як внутрішнім, так і зовнішнім ворогам». Першим директором «Секурітате» був оперуповноважений радянської розвідки Георге Пінтіллі. Олександру Нікольскі (на той час генералом) та іншим радянським офіцером, генерал-майором Володимиром Мазуру, обіймали дві посади заступника директора.

## Вигнання німців
Червона армія взяла участь у вигнанні з Румунії до 70 000 трансільванських саксів, яке було розпочато в січні 1945 року. У жовтні 1944 р. Уряд Санетеску на прохання Комісії союзників розпочав арешт молодих румунських громадян німецького походження, які в підсумку були передані в розпорядження радянського командування. На прохання Комісії союзників уряд Редеску наказав примусово перевезти поїздами трансільванських саксів до Радянського Союзу. У протесті від 13 січня 1945 р. Уряд Редеску підтвердив обов'язок уряду Румунії захищати кожного з своїх громадян, незалежно від етнічного походження, та зазначив відсутність правової бази для депортації трансільванських саксів. Виселеним поступово було дозволено повертатися до Румунії в кінці 1945—1949 рр., Хоча, за підрахунками, до 10 000 загинуло під час вислання або в Радянському Союзі. Такі депортації були б заборонені в 1949 році Четвертою Женевською конвенцією.

## СовРомс

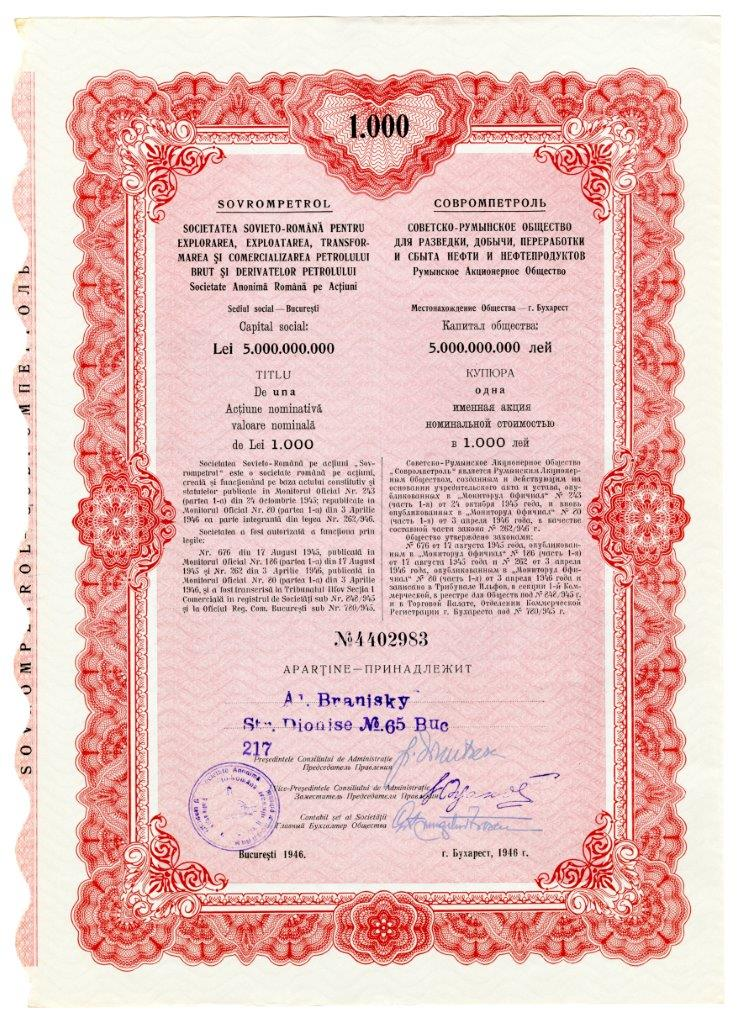
Номінальний сертифікат запасу «Совромпетрол» на 1000 леїв, Бухарест, 1946 рік

« СовРоми» — це спільні радянсько-румунські підприємства, створені на румунській території наприкінці Другої світової війни та тривали до 1954—1956 років. Угода між двома країнами щодо створення цих підприємств була підписана в Москві 8 травня 1945 року. Теоретично метою цих підприємств було отримання фінансування для післявоєнних зусиль щодо відбудови. Однак їх справжньою метою було забезпечення ресурсів для радянської сторони. Як правило, вони сприяли виснаженню румунських ресурсів, на додаток до воєнних репарацій, вимаганих Угодою про перемир'я та Паризькими мирними договорами, які спочатку були встановлені на рівні 300 млн. Доларів США. Радянський внесок у створення СовРомів полягав здебільшого у перепродажі залишків німецького обладнання в Румунію за систематично завищеними цінами. Загальна вартість товарів, відправлених з Румунії до Радянського Союзу, оцінювалась у 2 мільярди доларів, що набагато перевищує суму військової репарації, яку вимагали Ради. До 1952 р. 85 % румунського експорту було спрямовано на СРСР. Останній Совром був розпущений в 1956 році.
Однією з таких компаній була компанія Sovromcuarţ, яка розпочала свою діяльність у 1950 році на шахті Băița в окрузі Біхор, під назвою, яка мала приховувати справжній об'єкт своєї діяльности. Первісна робоча сила складалася з 15 000 політичних в'язнів ; після того як більшість із них померли від радіаційного отруєння, їх замінили місцеві жителі села, які зовсім не знали про те, що вони працюють з радіоактивними матеріалами. Румунія таємно доставила до СРСР 17 288 тонн уранової руди між 1952 і 1960 рр. яка, принаймні частково, була використана в радянському проєкті атомної бомби. Видобуток урану там продовжувався до 1961 р. Вся руда була відправлена за кордон для переробки, спочатку в Сілламяе в Естонській РСР ; тоді урановий концентрат використовувався виключно СРСР.
Порівнюючи радянську окупацію Румунії з болгарською, Девід Стоун зазначає: "На відміну від Болгарії, Румунія мала мало культурних та історичних зв'язків з Росією і фактично вела війну з СРСР. Як результат, радянська окупація важче обтяжила румунський народ, а самі війська були менш дисциплінованими "

## У популярній культурі
- Davai ceas, davai palton (англ.: Дати наручний годинник, дати шинель). Відомий румунський актор Константин Танасе виступав у Бухаресті через рік після прибуття радянських військ. Він сатирично висміював звичку солдатів «реквізувати» все особисте майно, яке було в полі зору (зокрема, наручні годинники та пальто), вимагаючи це словами: «Давай-цеас, давай-палтон». Існують різні відомості про його загибель у серпні 1945 року, але одна з них стверджує, що його знайшли мертвим через два дні після однієї з його сатиричних вистав.
- Письменник Михаїл Себастіан був серед очевидців подій 1944 року. У своєму щоденнику (Journal, 1935—1944: Фашистські роки) він описав атмосферу того часу в Бухаресті таким чином: "Здивування, страх, сумнів. Російські солдати ґвалтують жінок (про що вчора говорила Діна Кочеа). Солдати зупиняють машини, випускають водія та пасажирів, сідають за кермо та злітають. Магазини пограбовані. Сьогодні вдень на Захарії троє з них зламали сейф, взявши годинники. (Годинник — це іграшка, яка їм найбільше подобається.) "[34] Себастьян загинув у трамвайній аварії лише за кілька тижнів після окупації Радянської армії Румунії. Нещодавно його журнал придбав нову аудиторію на Заході. У 2004 році американський драматург Девід Оберн написав монографічну п'єсу під назвою «Журнали Михаїла Себастіана» ; він дебютував того ж року в Нью-Йорку, в головній ролі актора Стівена Кункена в ролі Себастьяна.
- 25-а година. Найвідоміша книга Вергілія Георгіу змальовує тяжке становище молодого фермера Йоганна Моріца під німецькою та радянською окупацією.[35] Йоганна відправляє до трудового табору капітан міліції, який жадає своєї дружини Сюзанні. Спочатку його позначають як єврея. Пізніше його «рятує» нацистський офіцер, який змушує його служити зразком німецької пропаганди. Ув'язнений після війни, його жорстоко побивають російські викрадачі, а потім віддають під суд союзних військ через його роботу для нацистів. У 1967 році Карло Понті зняв фільм за цією книгою; режисера Анрі Вернея, в ньому виступили Ентоні Квін у ролі Йоганна та Вірна Лізі в ролі Сюзанні.[36]

## Подальше читання
- Румунія та мирні умови після Другої світової війни, на вебсайті Радіо Румунія, 31 січня 2005 р
- Рецензія на книгу Верони Дж. Калвітта Кларка III в Університеті Джексонвіля.
- (in Romanian) Паула Михайлов Чічук, «Practica sovietică a lui 'Veni, vidi, vici'», Юрналул Націонал, 25 квітня 2006 р.
- «Мирна конференція Парижу-Другої світової війни-1946: врегулювання західних рубежів Румунії» в Почесному консульстві Румунії в Бостоні має фотографії румунської делегації на Паризькій мирній конференції